# モージュ (競走馬)
モージュ（Mawj、2020年4月24日 - ）は、アイルランド生産、イギリス調教の元競走馬。主な勝ち鞍は2023年の1000ギニー、クイーンエリザベス2世チャレンジカップステークス。

## 戦績

### 2歳（2022年）
5月14日ニューマーケット競馬場の一般戦（芝6ハロン）でデビュー勝ちを収めると、6月17日のG3アルバニーステークスでは逃げるメディテイトを捕え切れず2着と完敗する。続く7月8日のG2ダッチェスオブケンブリッジステークスでは道中先団追走から抜け出すと最後はレズーとの叩き合いを半馬身差退けて重賞初制覇を飾った。その後、8月のG2ロウザーステークスは4着、9月のチェヴァリーパークステークスは3着に敗れ2歳シーズンを終えることになった。

### 3歳（2023年）
ドバイに遠征し、1月のジュメイラフィリーズクラシックと2月のジュメイラフィリーズギニーを共に優勝。5月7日の英1000ギニーでは道中馬群の外側でレースを進め、残り3ハロン付近で先頭に立つと最後は1番人気のタヒーラとの競り合いを半馬身差で制し、G1初制覇を果たした。また、鞍上のオイシン・マーフィーは騎乗停止明け後初のGI勝利となった(GI勝利自体はマルシュロレーヌのブリーダーズカップ・ディスタフ以来)。5か月の休養ののち、アメリカに遠征し、10月14日のクイーンエリザベス2世チャレンジカップステークスに1番人気で出走。好スタートからハナを奪うと、最後は中団から追い上げてきたリンディーを半馬身差退け逃げ切り勝ちを収め、G1競走2勝目をマークした。11月4日のブリーダーズカップ・マイルでは道中3番手追走から早めに抜け出すも、ゴール前でマスターオブザシーズにハナ差かわされて2着となり、G1競走3連勝はならなかった。

### 4歳（2024年）
1月26日に行われたジェベルハッタ(G1)に出走したが手応えが無く最下位9着に入線した。
2月7日にゴドルフィンのXで引退することを発表。引退後は繁殖牝馬となる。

## 血統表
| モージュの血統                | モージュの血統                        | モージュの血統                        | （血統表の出典）                      | （血統表の出典） |
| 父系                          | ダンジグ系                            | ダンジグ系                            | ダンジグ系                            |                  |
| 父 Exceed And Excel 2000 鹿毛 | 父の父*デインヒル 1986 鹿毛           | Danzig                                | Northern Dancer                       | Northern Dancer  |
| 父 Exceed And Excel 2000 鹿毛 | 父の父*デインヒル 1986 鹿毛           | Danzig                                | Pas De Nom                            |                  |
| 父 Exceed And Excel 2000 鹿毛 | 父の父*デインヒル 1986 鹿毛           | Razyana                               | His Majesty                           | His Majesty      |
| 父 Exceed And Excel 2000 鹿毛 | 父の父*デインヒル 1986 鹿毛           | Razyana                               | Spring Adieu                          |                  |
| 父 Exceed And Excel 2000 鹿毛 | 父の母Patrona 1994 栗毛               | Lomond                                | Northern Dancer                       | Northern Dancer  |
| 父 Exceed And Excel 2000 鹿毛 | 父の母Patrona 1994 栗毛               | Lomond                                | My Charmer                            |                  |
| 父 Exceed And Excel 2000 鹿毛 | 父の母Patrona 1994 栗毛               | Gladiolus                             | Watch Your Step                       | Watch Your Step  |
| 父 Exceed And Excel 2000 鹿毛 | 父の母Patrona 1994 栗毛               | Gladiolus                             | Back Britches                         |                  |
| 母 Modern Ideals 2010 栗毛    | 母の父New Approach 2005 栗毛          | Galileo                               | Sadler's Wells                        | Sadler's Wells   |
| 母 Modern Ideals 2010 栗毛    | 母の父New Approach 2005 栗毛          | Galileo                               | Urban Sea                             |                  |
| 母 Modern Ideals 2010 栗毛    | 母の父New Approach 2005 栗毛          | Park Express                          | Ahonoora                              | Ahonoora         |
| 母 Modern Ideals 2010 栗毛    | 母の父New Approach 2005 栗毛          | Park Express                          | Matcher                               |                  |
| 母 Modern Ideals 2010 栗毛    | 母の母Epitome 1999 鹿毛               | Nashwan                               | Blushing Groom                        | Blushing Groom   |
| 母 Modern Ideals 2010 栗毛    | 母の母Epitome 1999 鹿毛               | Nashwan                               | Height of Fashion                     |                  |
| 母 Modern Ideals 2010 栗毛    | 母の母Epitome 1999 鹿毛               | Proskona                              | Mr Prospector                         | Mr Prospector    |
| 母 Modern Ideals 2010 栗毛    | 母の母Epitome 1999 鹿毛               | Proskona                              | Konafa                                |                  |
| 母系(F-No.)                   | (FN:22-b)                             | (FN:22-b)                             | (FN:22-b)                             |                  |
| 5代内の近親交配               | Northern Dancer：4･4×5 Natalma：5･5･5 | Northern Dancer：4･4×5 Natalma：5･5･5 | Northern Dancer：4･4×5 Natalma：5･5･5 |                  |

- 半兄にモダンゲームズ（プール・デッセ・デ・プーラン、ブリーダーズカップ・マイル、ブリーダーズカップ・ジュヴェナイルターフ、ウッドバインマイル、ロッキンジステークス）がいる。